# 엘리스섬

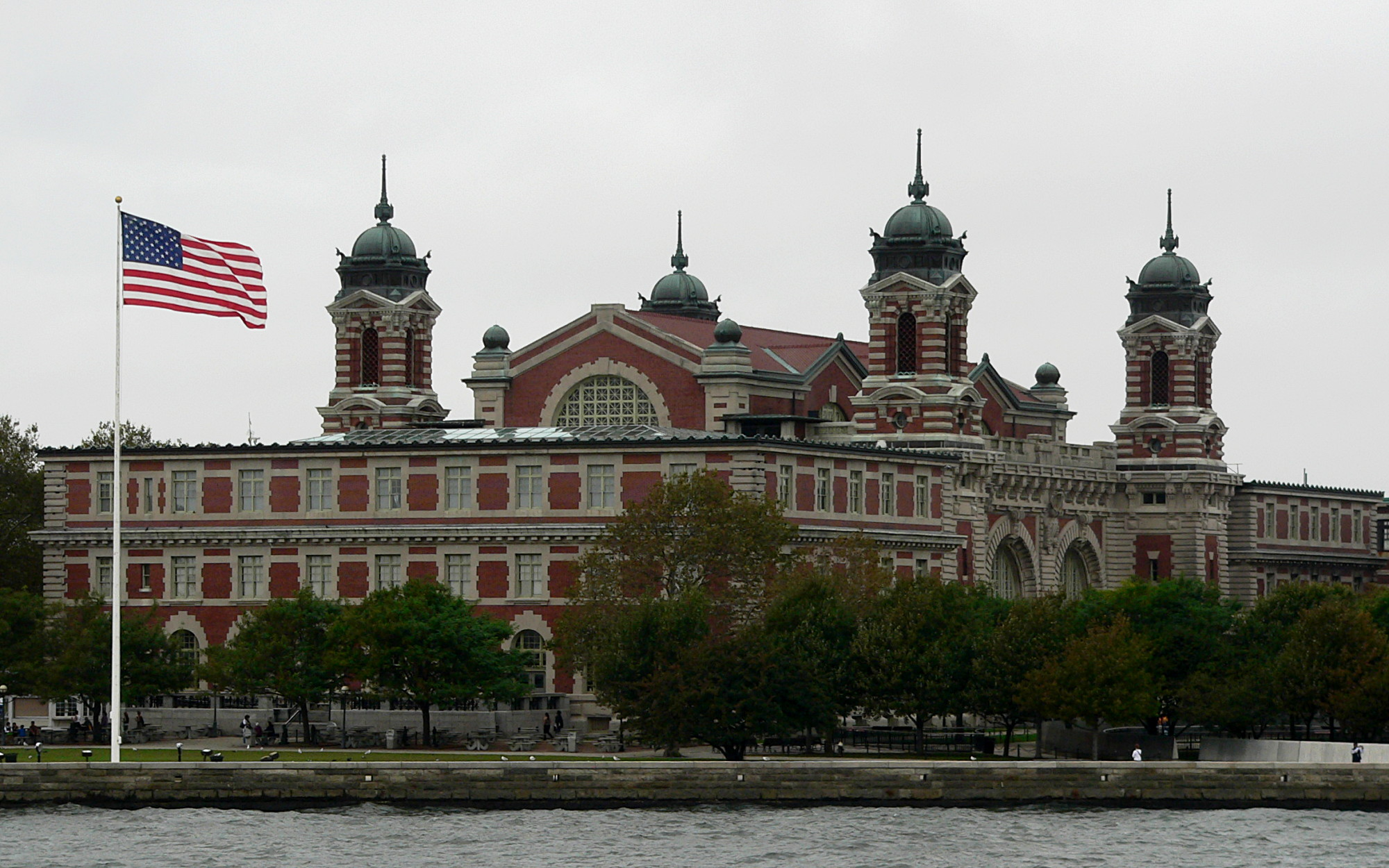
엘리스섬 박물관

엘리스섬(Ellis Island)은 허드슨강 하구에 있는 섬이다. 1892년 1월 1일부터 1954년 11월 12일까지 미국으로 들어가려는 이민자들이 입국 심사를 받던 곳으로 유명하다.
뉴욕 항구에 자리잡고 있고, 자유의 여신상이 있는 리버티섬에서 북쪽으로 0.8 킬로미터 약간 떨어져 있다. 이 섬의 이름은 1700년대 후반 동안에 이곳을 소유했던 상인이자 농부였던 사무엘 엘리스의 이름을 딴 것이다. 1808년에 미국 정부가 이 섬을 사들였다.
1892년에 정부가 엘리스섬을 이민 장소로 사용하기 시작했다. 약 35척의 건물들이 건설되었고, 새로 들어오는 사람들이 2층짜리 목재 건물을 차지했다. 1897년에 그 건물이 불타버리고 3층짜리 벽돌 건물로 재건되었다. 이민자들은 공무원들로부터 입국 의문을 받고, 의사들로부터 심사를 받았다. 어떤 사람들은 입국의 연방법에 의하여 금지되었다. 이런 사람들은 병을 옮게 하는 사람들이나 범죄자, 정신병자 등을 포함되었다. 그러나 엘리스섬에 정착한 이민들 중의 98%는 입국이 허가되었다.
이민 장소로 사용되었던 섬의 큰 규모는 1924년에 끝났고, 1954년에 정식으로 폐쇄하였다. 1965년에 섬은 국보로 지정되었으며, 연방 정부의 국립 공원 서비스에 의하여 운영되었다.
국립 공원 서비스는 1980년대에 섬의 건물들을 대량 개축하기 시작하였다. 섬이 1990년에 개장하면서 주요 건물은 지금 엘리스섬 이민 박물관이 되었다. 박물관에 전시된 유품들은 낡은 사진들, 옷, 장난감, 이민자들의 여권들이 포함되어있다. 방문객들은 녹음되어 있는 이민자들의 엘리스섬 정착을 회상하는 목소리를 듣는다.
등록방과 그레이트 홀(주요 접수 지역)은 지금와서 섬이 이민 장소로서 가장 바빴던 세월인 1918년과 1924년 사이에 일어난 일들을 알아볼 수 있다.
자유의 여신상이 있는 리버티섬과 함께 뉴저지주 관할수역 속에 있는 뉴욕주 뉴욕시 맨해튼의 섬이다.